# Communauté rurale de Bandafassi
La communauté rurale de Bandafassi est une communauté rurale du Sénégal située au sud-est du pays. 
Elle fait partie de l'arrondissement de Bandafassi, du département de Kédougou et de la région de Kédougou.